# Старая слива
«Старая слива» (яп. 老梅図襖 ) — роспись по раздвижной двери, созданная японским художником Кано Сансэцу в 1646 году. Роспись создана при помощи туши, красок, золота и бумаги. Произведение находится в собрании Метрополитен-музея в Нью-Йорке с 1975 года.

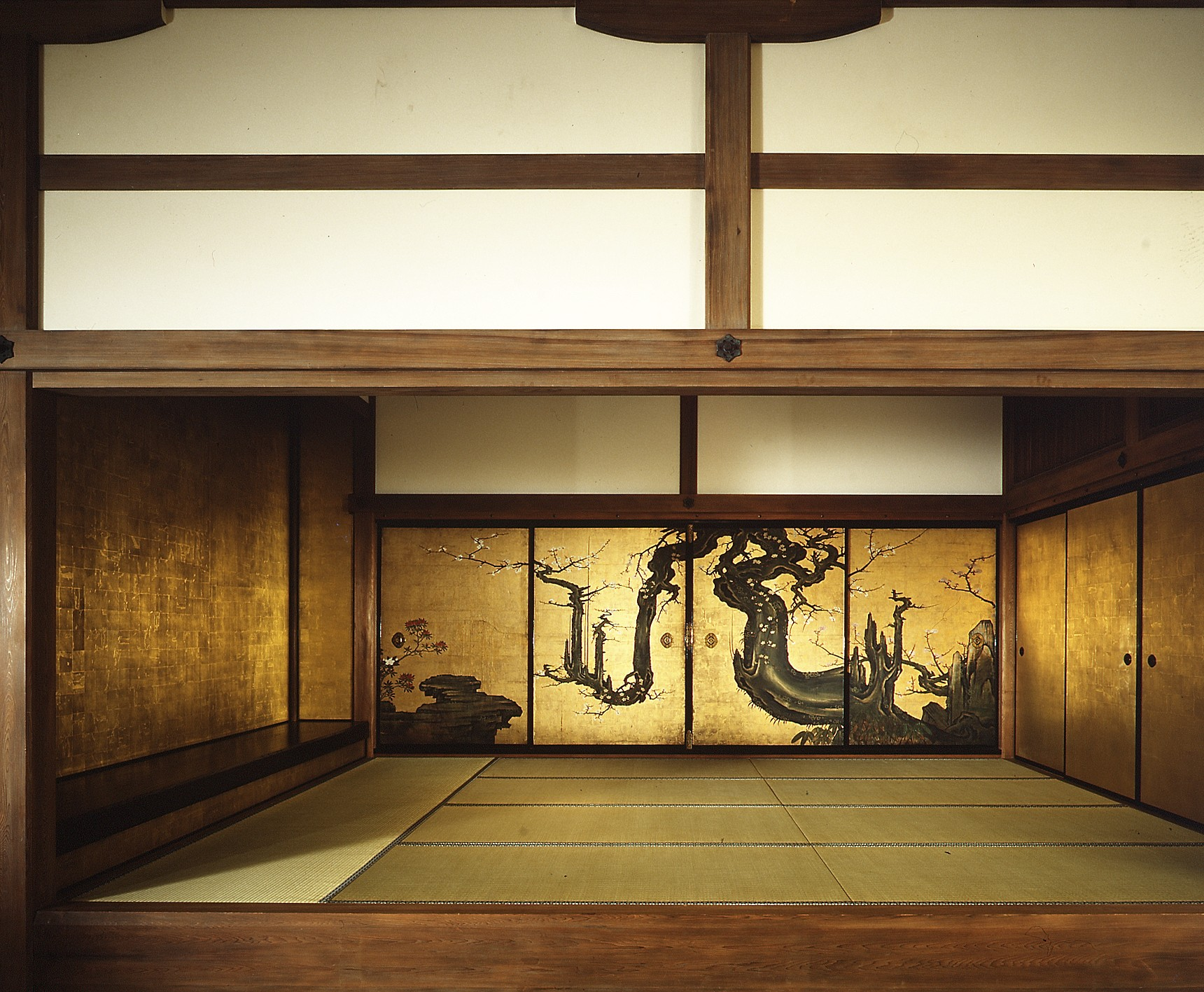
«Старая слива» в воссозданной комнате сёин в Метрополитен-музее.

На росписи изображён массивный изгибающийся чёрный ствол старой японской сливы с извилистыми ветвями, простирающийся почти на 4 метра вдоль четырёх панелей раздвижной фусумы. Цветы, распускающиеся на дереве, свидетельствуют о том, что художник изображал раннюю весну (японская слива зацветает в конце февраля и является предвестником весны). Цветки сливы передают атмосферу холодного раннего весеннего утра и символизируют рождение и обновление. На правой части росписи также показаны скалы и бамбук; на левой — цветущие азалии. По этим крайним частям можно предположить, что росписи по четырём стенам комнаты должны были изображать четыре времени года. В 1880-х годах здание храма, где она располагалась, было разрушено, и выжила только эта часть росписи. Композиция произведения отдаёт дань образам деревьев Кано Эйтоку с изогнутыми стволами. В отличие от работы своего предшественника, роспись Кано Сансэцу имеет более декоративный стиль и обладает меньшей динамичностью.
Раздвижные панели фусумы первоначально формировали одну из стен комнаты в здании Тэнсёъин, входящего в комплекс дзэнского храма Мёсиндзи в Киото. Этот храм Кано Сансэцу расписывал вместе со своим приёмным отцом и учителем Кано Санраку по приказу даймё Мацудары Тадаихиро. В 1880-х годах росписи были проданы частному коллекционеру Катаоке Наохару, будущему министру финансов Японии, в обмен на финансовую помощь для восстановления храма. По инициативе нового владельца росписи были обрезаны сверху, чтобы соответствовать размерам его дома. На оборотной стороне этих панелей была другая роспись с изображением на китайскую тематику с восемью даосскими бессмертными, которая формировала стену в соседней комнате. Позже эта роспись была отделена, в настоящее время она находится в Институте искусств Миннеаполиса. После Катаоки Наохару владельцами росписи были японский арт-дилер Мидзутани Нисабуро (1910–1985) и американский коллекционер Гарри Паккард (1914–1991), который в 1975 передал её Метрополитен-музею.